# Bacaniomorphus sculptinotus
Bacaniomorphus sculptinotus är en skalbaggsart som beskrevs av Miłosz A. Mazur 1989. Bacaniomorphus sculptinotus ingår i släktet Bacaniomorphus och familjen stumpbaggar. Inga underarter finns listade i Catalogue of Life.